# 杨华生
杨华生（1918年8月18日—2012年5月24日），男，浙江绍兴人，中国上海滑稽戏演员，一级演员，中国农工民主党党员。第一、二届上海市人大代表。主要代表角色为《七十二家房客》中的警察369；《苏州两公差》中的张超。

## 生平
抗日战争时期，参加抗敌演剧第五队。1950年起，任合作滑稽剧团团长。1979年后，相继担任上海市人民滑稽剧团副团长、名誉团长。
2010年获第六届中国曲艺牡丹奖·终身成就奖。
2012年5月24日上午8:45分，楊華生因肺部感染於上海曙光醫院去世，享年94歲。

## 家庭
妹妹是滑稽演员绿杨。